# Willem van Wachtendonk (ritmeester)
Willem van Wachtendonk († Slag bij Bilzen, 1482) was een ridder en ritmeester tijdens de Stichtse Oorlog (1481-1483). De mogelijke suggestie is dat hij mede verantwoordelijk was voor de dood van Jan van Schaffelaar.

## Levensloop
Hij was een zoon van Gijsbert van Wachtendonk en kleinzoon van Willem van Gulik-Wachtendonk. In augustus 1481 werd hij door Jan III van Montfoort tot ritmeester van Amersfoort benoemd. Hij kreeg de beschikking over 18 ruiters en beloofde de Hoekse zaak te verdedigen. in september 1481 werd het vee voor de stad Amersfoort weg geroofd door een bende onder Jean van Salazar, waaruit de Slag bij Scherpenzeel voortvloeide. Het is hoogstwaarschijnlijk dat Van Wachtendonk tot de achtervolgers behoorde. In oktober 1481 werd Van Wachtendonk tot ridder geslagen door Van Montfoort, omdat deze een tekort aan ridders en aanvoerders had. De daaropvolgende Slag bij Vreeswijk (1481) werd gewonnen door de Hoekse partij in oktober van 1481.
In april 1482 wordt Van Wachtendonk genoemd onder de "Hoekse rebellen" die de stad Dordrecht willen innemen per boten, echter door de weerstand van de burgers en de sterke stroming komt Van Wachtendonk aan in Rotterdam.
In juli 1482 wordt Van Wachtendonks naam weer genoemd in verband met de belegering van de kerktoren van Barneveld. Hij stond aan het hoofd van een bende ruiters uit Amersfoort en Nijkerk die een groep ruiters, onder wie Jan van Schaffelaar, hadden ingesloten. De uitlevering van Van Schaffelaar werd geëist, waarna deze van de toren sprong en op de grond werd gedood. 
Niet lang daarna is Van Wachtendonk vertrokken naar Luik, waar hij zich in dienst meldde. Hetzelfde jaar sneuvelde hij aan het hoofd van 300 ruiters bij de Slag bij Bilzen.

## Onderzoek
A.H.J. Prins doet in zijn werk Requiem voor een Gelderse ruiter de  suggestie dat Van Wachtendonk en Van Schaffelaar elkaar al kenden. Zo vertelt hij dat Van Wachtendonk (althans zijn vader) een boerenhoeve bezat in de  nabijheid van de hoeve die eigendom was van de Van Schaffelaars. Daaruit zou  te concluderen zijn dat het een voorbedachte actie was dat Van Wachtendonk de Kabeljauwse ruiter Van Schaffelaar wilde laten springen en dat er tussen beide partijen al het een en ander was voorgevallen. Deze suggestie is niet meer dan  speculatief.